# Blizin
Blizin [pronunciación en polaco: /ˈbliʑin/] es un pueblo ubicado en el distrito administrativo de Gmina Wola Krzysztoporska, dentro del Distrito de Piotrków, Voivodato de Łódź, en Polonia central. Se encuentra aproximadamente a 5 kilómetros al suroeste de Wola Krzysztoporska, a 14 kilómetros al suroeste de Piotrków Trybunalski, y a 52 kilómetros al sur de la capital regional Łódź.